# Calosota dusmeti
Calosota dusmeti är en stekelart som beskrevs av Bolivar y Pieltain 1929. Calosota dusmeti ingår i släktet Calosota och familjen hoppglanssteklar.
Artens utbredningsområde är:
- Spanien
- Tadzjikistan

Inga underarter finns listade.